# Джанашвили, Моисей Георгиевич
Мосэ (Мосе) Джанашвили (груз. მოსე ჯანაშვილი; 19 [31] марта 1855, с. Кахи, Джаро-Белоканский округ ― 19 апреля 1934, Тифлис) — грузинский историк, филолог, педагог. Герой Труда (1932).

## Биография
Учился в приходской школе с. Кахи (1865—1868), затем в Закатальском духовном училище (1868—1872) и Тифлисской духовной семинарии.
С 1875 года преподавал исторические и филологические дисциплины, в Тифлисском духовном училище (1878—1901), женском училище св. Нины и 5-й женской гимназии Тифлиса (1909—1917), Тифлисском политехническом институте (с 1920).
В 1884 году в Тифлисе был издан его учебник по истории Грузии, в 1906 г. — «Грузинская грамматика».
В 1886 году выпустил обширный труд «История Грузинской Церкви», впоследствии несколько раз дополненный и переработанный автором (1898, 1899).
С 1888 году работал в Церковном музее Тифлиса (в 1898—1926 директор), в 1897 году избран членом Тифлисского музейного комитета.
В 1894 году Московское археологическое общество избрал Джанашвили членом-корреспондентом.
Похоронен в пантеоне на горе Мтацминда, в Тбилиси, его именем названа улица в Тбилиси.
Общее число трудов и сочинений Джанашвили достигает 1665, в том числе 71 труд издан в виде отдельных томов, около 300 не опубликованы.

## Сочинения
- Крест Нино // Мцкемси (Пастырь). Тифлис, 1884. № 7 (на груз. яз.);
- Распространение христианства в Грузии // Там же. № 8-27 (на груз. яз.);
- Осмотрение Метехского храма // Там же. № 18 (на груз. яз.);
- Груз. след в Чечне // Там же. № 66 (на груз. яз.);
- Храм Анчисхати // Там же. № 83 (на груз. яз.);
- Католикос Антон II // Там же. Тифлис, 1885. № 1, 8 (на груз. яз.);
- Лагодехский храм // Кавказ. Тифлис, 1884. № 33 (на груз. яз.);
- История Груз. Церкви. Тифлис, 1886; История Православной Церкви. Тифлис, 1889 (на груз. яз.);
- Вардзийский мон-рь // Новое обозр. Тифлис, 1891. № 2638 (на груз. яз.);
- Сокровище X в. Тифлис, 1891 (на груз. яз.);
- Известия груз. летописей и историков о Херсонесе, Гофии, Хазарии, Додетии и России // СМОМПК. 1892. Вып. 12;
- Абхазия и абхазы: Этногр. очерк. Тифлис, 1893; Картвельские поверья // СМОМПК. 1893. Вып. 17;
- История Грузии. Тифлис, 1894, 19063, 19604 (на груз. яз.);
- Мосе Хонели и его Амиран-Дареджаниани: письмо / Опубл.: Н. Я. Марр // ЖМНП. 1895. Ч. 301. Окт. С. 326;
- Парсадан Горгиджанидзе и его труды. Тифлис, 1896;
- Археологические заметки о Кавказе // Кавказ. Тифлис, 1897. № 315 (на груз. яз.);
- Известия груз. летописей и историков о Сев. Кавказе и России // СМОМПК. 1897. Вып. 22;
- Драгоценные камни, их названия и свойства // СМОМПК. 1898. Вып. 24;
- Груз. обители вне Грузии. Тифлис, 1899; Известия груз. летописей // СМОМПК. 1899. Вып. 26;
- Царица Тамар. Тифлис, 1900; Легенда о Кахетинском море // Изв. Кавк. отд. РГО. 1901. Вып. 14;
- Из прошлого Грузии // Новое обозр. Тифлис, 1903. № 6413 (на груз. яз.);
- Ингилойские сказки // СМОМПК. 1903. Вып. 32. Отд. 2;
- Груз. предание об Амиране // Там же; Картлис Цховреба — Жизнь Грузии // СМОМПК. 1905. Вып. 35;
- Труды. Тифлис, 1907. 3 т. (на груз. яз.); Саингило. Тифлис, 1911—1913 (на груз. яз.);
- К мат-лам по истории и древностям Грузии и России: Заметки, пер. и коммент. Тифлис, 1912;
- Исторические приписки Эртацминдского храма // Изв. Кавк. отд. РГО. 1913. Вып. 3. С. 177—184;
- Тбетский столп в Шавшети // Сахалхо газети (Народная газета). Тифлис, 1913. № 955 (на груз. яз.);
- Католикос Кирион: Биография. Тифлис, 1917 (на груз. яз.);
- Царица Тамар. Тифлис, 1917 (на груз. яз.); Одописцы царицы Тамар // Трибуна. Тифлис, 1923 (на груз. яз.).

### Публикации
- Афонский Иверский мон-рь 1074 г.: Описание ркп. Тифлис, 1901 (на рус. и груз. яз.; совм. с: А. Хаханашвили);
- Вахушти Батонишвили. География Грузии // Зап. Кавк. отд. РГО. 1904. Кн. 24. Вып. 5;
- Груз. лит-ра: [Хрестоматия]. Тифлис, 1909. 2 т. (на рус. и груз. яз.);
- Иоанн Болнисский, еп. Проповеди. Тифлис, 1911 (на груз. яз.);
- Осада К-поля скифами, кой суть русские // СМОМПК. 1912. Вып. 27. Кн. 1;
- Иоанн Шавтели. Абдул-Мессия. Тифлис, 1915, 19202 (на груз. яз.).

### Каталоги
- Устав. История. Каталог книг. Реестр сигелей и гуджар / Тифлисское церк. древлехранилище. Тифлис, 1898;
- Каталог Церковного музея Груз. Экзархата. Тифлис, 1899 (на рус. и груз. яз.);
- Описание рукописей и старопечатных книг Церковного музея духовенства Грузинской епархии. — 1908
- Описание рукописей Тифлисского церк. музея Карталино-Кахетинского духовенства: Кат. / Ред.: Ф. Жордания. Тифлис, 1902—1908. 3 т.;
- Каталог предметов Церковного Музея груз. духовенства. Тифлис, 1914;
- Церковный музей духовенства Груз. епархий (1888—1916): Кр. отчет. Тифлис, 1916.